# Premiership Rugby 2006-2007
Premiership Rugby 2006-07 fu il 20º campionato nazionale inglese di rugby a 15 di prima divisione.
Si tenne dal 2 settembre 2006 al 12 maggio 2007 tra 12 squadre, che si incontrarono nella stagione regolare a girone unico che designò le quattro contendenti ai play-off per il titolo finale.
Il torneo fu noto anche come Guinness Premiership a seguito di accordo di naming stipulato ad aprile 2005 con il birrificio irlandese Guinness.
Il campionato fu compattato di due settimane per permettere ai giocatori dell'Inghilterra campione uscente di prepararsi al meglio per la Coppa del Mondo 2007 in Francia.
Ai play-off accedettero le prime quattro e le due favorite, Gloucester e Leicester, classificatesi in testa alla classifica a pari punti (benché su Leicester pesasse un punto di penalizzazione per avere irregolarmente schierato un suo tesserato che, al momento dell'utilizzo, non poteva essere disponibile in quanto in prestito al Leeds Tykes) ebbero la meglio rispettivamente su Saracens e Bristol e si affrontarono nella finale di Twickenham.
Battendo Gloucester 44-16, Leicester si assicurò il suo settimo titolo d'Inghilterra, issandosi in solitaria in cima al palmarès della Premiership e staccando Bath, fermo da 11 anni a quota 6; a retrocedere, proprio all'ultima giornata e per un solo punto, fu Northampton nonostante una coraggiosa e tardiva prestazione grazie alla quale riuscì a battere il London Irish, tuttavia inutilmente a causa della contemporanea vittoria, con salvezza, di Worcester.
Il valore delle marcature, come stabilito dall’IRFB nel 1992, era: 5 punti per ciascuna meta (7 se trasformata), 3 punti per la realizzazione di ciascun calcio piazzato, idem per il drop.

## Squadre partecipanti
- Bath
- Bristol
- Gloucester
- Harlequins (Londra)
- Leicester
- London Irish (Londra)
- London Wasps (Londra)
- Newcastle (Newcastle upon Tyne)
- Northampton
- Sale Sharks (Sale)
- Saracens (Londra)
- Worcester

## Stagione regolare

### Risultati
|            | 1ª giornata                |       |
| ---------- | -------------------------- | ----- |
| 2-9-2006   | Gloucester - Bath          | 24-19 |
| 2-9-2006   | Worcester - Bristol        | 11-41 |
| 2-9-2006   | London Irish - Harlequins  | 20-19 |
| 2-9-2006   | Saracens - Wasps           | 19-21 |
| 3-9-2006   | Leicester - Sale Sharks    | 35-23 |
| 3-9-2006   | Northampton - Newcastle    | 25-23 |
|            |                            |       |
|            | 4ª giornata                |       |
| 22-9-2006  | Newcastle - London Irish   | 21-26 |
| 22-9-2006  | Sale Sharks - Saracens     | 34-26 |
| 23-9-2006  | Bath - Worcester           | 17-11 |
| 23-9-2006  | Gloucester- Northampton    | 25-7  |
| 23-9-2006  | Harlequins - Leicester     | 15-21 |
| 24-9-2006  | Bristol - Wasps            | 26-21 |
|            |                            |       |
|            | 7ª giornata                |       |
| 10-11-2006 | Bristol - Sale Sharks      | 15-9  |
| 10-11-2006 | Newcastle - Harlequins     | 3-14  |
| 10-11-2006 | London Irish - Gloucester  | 11-22 |
| 11-11-2006 | Worcester - Northampton    | 18-23 |
| 12-11-2006 | Saracens - Leicester       | 22-16 |
| 12-11-2006 | Wasps - Bath               | 47-18 |
|            |                            |       |
|            | 10ª giornata               |       |
| 22-12-2006 | Bath - Sale Sharks         | 18-16 |
| 22-12-2006 | Harlequins - Saracens      | 16-20 |
| 22-12-2006 | Leicester - Bristol        | 43-15 |
| 22-12-2006 | Northampton - Wasps        | 8-6   |
| 22-12-2006 | Worcester - London Irish   | 14-16 |
| 24-3-2007  | Gloucester - Newcastle     | 24-18 |
|            |                            |       |
|            | 13ª giornata               |       |
| 6-1-2007   | Harlequins - Bath          | 9-3   |
| 6-1-2007   | Sale Sharks - Gloucester   | 20-19 |
| 7-1-2007   | Newcastle - Leicester      | 31-29 |
| 7-1-2007   | Wasps - Worcester          | 19-14 |
| 23-3-2007  | London Irish - Saracens    | 7-22  |
| 25-3-2007  | Bristol - Northampton      | 31-19 |
|            |                            |       |
|            | 16ª giornata               |       |
| 23-2-2007  | Newcastle - Wasps          | 37-11 |
| 23-2-2007  | Sale Sharks - London Irish | 9-14  |
| 24-2-2007  | Bath - Saracens            | 20-20 |
| 24-2-2007  | Gloucester - Worcester     | 33-19 |
| 24-2-2007  | Harlequins - Bristol       | 15-8  |
| 24-2-2007  | Leicester - Northampton    | 9-10  |
|            |                            |       |
|            | 19ª giornata               |       |
| 16-3-2007  | Worcester - Newcastle      | 23-21 |
| 17-3-2007  | Gloucester - Harlequins    | 34-25 |
| 17-3-2007  | Leicester - Bath           | 29-25 |
| 17-3-2007  | Northampton - Sale Sharks  | 18-18 |
| 18-3-2007  | London Irish - Wasps       | 16-13 |
| 18-3-2007  | Saracens - Bristol         | 36-5  |
|            |                            |       |
|            | 22ª giornata               |       |
| 28-4-2007  | Gloucester - Bristol       | 35-13 |
| 28-4-2007  | Harlequins - Sale Sharks   | 49-0  |
| 28-4-2007  | Leicester - Wasps          | 40-26 |
| 28-4-2007  | Newcastle - Bath           | 12-20 |
| 28-4-2007  | Northampton - London Irish | 27-22 |
| 28-4-2007  | Worcester - Saracens       | 22-7  |

|            | 2ª giornata                |       |
| ---------- | -------------------------- | ----- |
| 8-9-2006   | Newcastle - Worcester      | 20-19 |
| 8-9-2006   | Wasps - London Irish       | 23-17 |
| 9-9-2006   | Bath - Leicester           | 45-25 |
| 9-9-2006   | Harlequins - Gloucester    | 21-31 |
| 9-9-2006   | Sale Sharks - Northampton  | 32-20 |
| 10-9-2006  | Bristol - Saracens         | 13-13 |
|            |                            |       |
|            | 5ª giornata                |       |
| 13-10-2006 | Worcester - Gloucester     | 24-33 |
| 14-10-2006 | Northampton - Leicester    | 10-15 |
| 15-10-2006 | Bristol - Harlequins       | 33-20 |
| 15-10-2006 | London Irish - Sale Sharks | 14-31 |
| 15-10-2006 | Saracens - Bath            | 55-23 |
| 25-10-2006 | Wasps - Newcastle          | 35-15 |
|            |                            |       |
|            | 8ª giornata                |       |
| 17-11-2006 | Harlequins - Worcester     | 20-6  |
| 17-11-2006 | Sale Sharks - Newcastle    | 18-26 |
| 18-11-2006 | Bath - Bristol             | 12-19 |
| 18-11-2006 | Gloucester - Wasps         | 27-21 |
| 18-11-2006 | Leicester - London Irish   | 26-18 |
| 18-11-2006 | Northampton - Saracens     | 13-35 |
|            |                            |       |
|            | 11ª giornata               |       |
| 26-12-2006 | London Irish - Leicester   | 26-25 |
| 26-12-2006 | Newcastle - Sale Sharks    | 45-25 |
| 26-12-2006 | Wasps - Gloucester         | 33-12 |
| 27-12-2006 | Bristol - Bath             | 16-6  |
| 27-12-2006 | Saracens - Northampton     | 38-15 |
| 27-12-2006 | Worcester - Harlequins     | 20-27 |
|            |                            |       |
|            | 14ª giornata               |       |
| 26-1-2007  | Worcester - Wasps          | 3-3   |
| 26-1-2007  | Bath - Harlequins          | 31-23 |
| 27-1-2007  | Gloucester - Sale Sharks   | 44-24 |
| 27-1-2007  | Leicester - Newcastle      | 39-5  |
| 27-1-2007  | Northampton - Bristol      | 8-14  |
| 28-1-2007  | Saracens - London Irish    | 19-8  |
|            |                            |       |
|            | 17ª giornata               |       |
| 3-3-2007   | Leicester - Harlequins     | 27-22 |
| 3-3-2007   | London Irish - Newcastle   | 38-12 |
| 3-3-2007   | Northampton - Gloucester   | 5-7   |
| 3-3-2007   | Worcester - Bath           | 21-15 |
| 4-3-2007   | Saracens - Sale Sharks     | 22-9  |
| 4-3-2007   | Wasps - Bristol            | 28-0  |
|            |                            |       |
|            | 20ª giornata               |       |
| 6-4-2007   | Sale Sharks - Leicester    | 25-26 |
| 7-4-2007   | Bath - Gloucester          | 21-21 |
| 7-4-2007   | Harlequins - London Irish  | 34-17 |
| 7-4-2007   | Bristol - Worcester        | 22-17 |
| 8-4-2007   | Newcastle - Northampton    | 16-7  |
| 8-4-2007   | Wasps - Saracens           | 27-26 |

|           | 3ª giornata                |       |
| --------- | -------------------------- | ----- |
| 15-9-2006 | Worcester - Sale Sharks    | 13-25 |
| 16-9-2006 | Leicester - Gloucester     | 27-27 |
| 16-9-2006 | London Irish - Bristol     | 11-23 |
| 16-9-2006 | Northampton - Bath         | 33-18 |
| 17-9-2006 | Saracens - Newcastle       | 44-20 |
| 17-9-2006 | Wasps - Harlequins         | 42-23 |
|           |                            |       |
|           | 6ª giornata                |       |
| 3-11-2006 | Newcastle - Bristol        | 26-21 |
| 3-11-2006 | Sale Sharks - Wasps        | 18-12 |
| 4-11-2006 | Bath - London Irish        | 17-21 |
| 4-11-2006 | Gloucester - Saracens      | 21-12 |
| 4-11-2006 | Harlequins - Northampton   | 34-19 |
| 4-11-2006 | Leicester - Worcester      | 40-21 |
|           |                            |       |
|           | 9ª giornata                |       |
| 24-1-2007 | Bristol - Gloucester       | 14-12 |
| 24-1-2007 | Sale Sharks - Harlequins   | 17-12 |
| 25-1-2007 | Bath - Newcastle           | 20-14 |
| 26-1-2007 | London Irish - Northampton | 40-5  |
| 26-1-2007 | Saracens - Worcester       | 17-20 |
| 26-1-2007 | Wasps - Leicester          | 13-19 |
|           |                            |       |
|           | 12ª giornata               |       |
| 1-1-2007  | Bath - Wasps               | 30-19 |
| 1-1-2007  | Gloucester - London Irish  | 15-3  |
| 1-1-2007  | Harlequins - Newcastle     | 42-15 |
| 1-1-2007  | Leicester - Saracens       | 28-15 |
| 1-1-2007  | Northampton - Worcester    | 9-10  |
| 1-1-2007  | Sale Sharks - Bristol      | 6-10  |
|           |                            |       |
|           | 15ª giornata               |       |
| 17-2-2007 | London Irish - Bath        | 15-7  |
| 17-2-2007 | Northampton - Harlequins   | 15-28 |
| 17-2-2007 | Worcester - Leicester      | 6-13  |
| 18-2-2007 | Bristol - Newcastle        | 22-21 |
| 18-2-2007 | Saracens - Gloucester      | 24-22 |
| 18-2-2007 | Wasps - Sale Sharks        | 26-18 |
|           |                            |       |
|           | 18ª giornata               |       |
| 9-3-2007  | Newcastle - Saracens       | 20-14 |
| 9-3-2007  | Sale Sharks - Worcester    | 12-18 |
| 10-3-2007 | Bath - Northampton         | 22-17 |
| 10-3-2007 | Bristol - London Irish     | 7-12  |
| 10-3-2007 | Harlequins - Wasps         | 16-23 |
| 11-3-2007 | Gloucester - Leicester     | 25-24 |
|           |                            |       |
|           | 21ª giornata               |       |
| 13-4-2007 | Newcastle - Gloucester     | 19-12 |
| 13-4-2007 | Sale Sharks - Bath         | 25-23 |
| 15-4-2007 | London Irish - Worcester   | 26-16 |
| 15-4-2007 | Saracens - Harlequins      | 33-19 |
| 15-4-2007 | Wasps - Northampton        | 35-29 |
| 24-4-2007 | Bristol - Leicester        | 30-13 |

### Classifica
| Pos | Squadra      | G  | V  | N | P  | PF  | PS  | DP   | BMP | Pt |
| --- | ------------ | -- | -- | - | -- | --- | --- | ---- | --- | -- |
| 1   | Gloucester   | 22 | 15 | 2 | 5  | 531 | 404 | +127 | 7   | 71 |
| 2   | Leicester    | 22 | 14 | 1 | 7  | 569 | 456 | +113 | 13  | 71 |
| 3   | Bristol      | 22 | 14 | 1 | 7  | 398 | 394 | +4   | 6   | 64 |
| 4   | Saracens     | 22 | 12 | 2 | 8  | 539 | 399 | +140 | 11  | 63 |
| 5   | London Wasps | 22 | 12 | 1 | 9  | 504 | 431 | +73  | 11  | 61 |
| 6   | London Irish | 22 | 12 | 0 | 10 | 398 | 407 | −9   | 5   | 53 |
| 7   | Harlequins   | 22 | 10 | 0 | 12 | 503 | 438 | +65  | 11  | 51 |
| 8   | Bath         | 22 | 8  | 2 | 12 | 428 | 492 | −64  | 9   | 45 |
| 9   | Newcastle    | 22 | 9  | 0 | 13 | 435 | 528 | −93  | 8   | 44 |
| 10  | Sale Sharks  | 22 | 8  | 1 | 13 | 414 | 500 | −86  | 8   | 42 |
| 11  | Worcester    | 22 | 6  | 1 | 15 | 346 | 459 | −113 | 8   | 34 |
| 12  | Northampton  | 22 | 6  | 1 | 15 | 342 | 499 | −157 | 7   | 33 |

## Play-off
|  | Semifinali | Semifinali | Semifinali |           |            | Finale     | Finale | Finale |  |
|  |            |            |            |           |            |            |        |        |  |
|  | 1          | Gloucester | 50         |           |            |            |        |        |  |
|  | 1          | Gloucester | 50         |           |            |            |        |        |  |
|  | 4          | Saracens   | 9          |           |            |            |        |        |  |
|  | 4          | Saracens   | 9          |           | Gloucester | Gloucester | 16     |        |  |
|  |            |            |            |           | Gloucester | Gloucester | 16     |        |  |
|  |            |            | Leicester  | Leicester | 44         |            |        |        |  |
|  | 2          | Leicester  | Leicester  | Leicester | 44         | 24         |        |        |  |
|  | 2          | Leicester  |            |           |            |            |        |        |  |
|  | 3          | Bristol    | 14         |           |            |            |        |        |  |

### Semifinali
| Arbitro: | Wayne Barnes (Gloucester) |

|                                                                                       |      |                       |
| tecnica 10’ P. Richards 37’ Narraway 45’ Allen 52’ Foster 58’ Hazell 64’ Califano 68’ | mt   |                       |
| Lamb 10’ W. Walker 37’, 45’, 49’, 58’, 64’                                            | tr   |                       |
| W. Walker 55’                                                                         | c.p. | 17’, 41’, 49’ Jackson |

| Arbitro: | Chris White (Cheltenham) |

|                              |      |                   |
| Ellis 10’ G. Murphy 32’      | mt   | 42’ Cox           |
| An. Goode 10’, 32’           | tr   |                   |
| An. Goode 15’, 20’, 47’, 61’ | c.p. | 3’, 17’, 27’ Gray |

### Finale
| Arbitro: | Dave Pearson (Northumberland) |

| |              | |
| Lamb 66’ | mt           | 9’ F. Murphy 32’, 51’ A.Tuilagi 39’ Corry 44’ An. Goode 63’ S. Jennings 78’ Moody |
| W. Walker 66’ | tr           | 9’, 39’, 51’ An. Goode |
| W. Walker 3’, 24’, 41’ | c.p.         | 34’ An. Goode |
| · Walker · Balshaw · Simpson-Daniel · Allen · Foster · Lamb · 53’ P. Richards · 54’ Wood · 48’ Azam · Nieto · 78’ W. James · A. Brown · 15’ Buxton · Hazell · Narraway | Formazioni   | · G. Murphy · Rabeni 62’ · Hipkiss · O. Smith 57’ · A. Tuilagi · An. Goode · F. Murphy 67’ · Ayerza · Chuter 70’ · J. White 67’ · L. Deacon 56’ · Kay · Moody · S. Jennings 70’ · Corry |
| · 15’ Boer · 48’ M. Davies · 53’ R. Lawson · 54’ Califano · 78’ Eustace                                                                                                | Sostituzioni | · L. Cullen 56’ · Vesty 57’ · Varndell 62’ · Moreno 67’ · B. Youngs 67’ · Buckland 70’ · B. Deacon 70’                                                                                  |
| Dean Ryan | Allenatori   | Pat Howard |

## Verdetti
- Leicester: Campione d'Inghilterra.
- Leicester, Gloucester, Bristol, Saracens, London Wasps, London Irish, Harlequins: qualificate alla Heineken Cup 2007-08.
- Bath, Newcastle, Sale Sharks, Worcester: qualificate alla Challenge Cup 2007-08.
- Northampton: retrocessa in National Division One 2007-08.